# Plan General de Contabilidad
El Plan General de Contabilidad (PGC) es el texto legal que regula la contabilidad de las empresas en España.
El 16 de noviembre de 2007 se aprobaron el Real Decreto 1514/2007 para adaptarse a la normativa contable europea y elaborar un texto contable flexible y abierto, y el Real Decreto 1515/2007 (plan específico para PyMEs).
El objeto de este plan ha sido adaptarlo a las Normas Internacionales de Información Financiera, que fueron adoptadas por la Unión Europea. El plan general de contabilidad ha realizado un resumen de las extensas normas internacionales y supone un aumento de la cantidad y calidad de la información que suministran las empresas, profundizando en el tratamiento de las inversiones financieras, inversiones inmobiliarias, el fondo de comercio, las subvenciones, planes de pensiones y operaciones vinculadas.

## Antecedentes
- El Plan General de Contabilidad de 1973, aprobado por Decreto 530/1973, de 22 de febrero fue el primer plan de carácter oficial aprobado en España. Estaba presidido por el principio de aplicación voluntaria en tanto el Gobierno no dispusiera otra cosa.
- El Plan General de Contabilidad de 1990, aprobado por Real Decreto 1643/1990 de 20 de diciembre, fue el texto legal que reguló la contabilidad de las empresas en España desde 1991 hasta el 31 de diciembre de 2007, cuando fue sustituido por el actual plan, aprobado por Real Decreto 1514/2007. Tenía carácter obligatorio para todas las empresas y supuso la adaptación española a toda la normativa comunitaria sobre la materia, tras la incorporación de España a la hoy Unión Europea.

## Novedades
Entre las principales novedades que aparecen en el plan de 2007 respecto al de 1990 destacan las siguientes:
- Su vocación de convergencia con los Reglamentos comunitarios que contienen las NIC//NIIF adoptadas, en todos aquellos aspectos que resultan necesarios para hacer compatibles ambos cuerpos normativos contables, sin perjuicio de la restricción de opciones que contempla el nuevo Plan frente a los Reglamentos Comunitarios, o de la aplicación de criterios propios contenidos en las Directivas europeas, lo que constituye una excepción y en ningún caso la regla general. Las NIC//NIIF adoptadas deban configurarse como el referente obligado de toda futura disposición, pero en ningún caso puede derivar en una aplicación directa de las NIC//NIIF incorporadas en los Reglamentos europeos, dado que esta alternativa que también podría haber sido tomada por el legislador español, no fue la que prosperó en el proceso de elaboración.[3]
- Determinados ingresos y gastos se contabilizan directamente en el patrimonio neto, sin que afecten a pérdidas y ganancias, mostrando esta información en el estado de ingresos y gastos reconocidos, hasta que se produzca el reconocimiento, baja o deterioro del elemento con el que estén relacionados las cuentas.
- El nuevo plan recoge como uno de los criterios de valoración el «valor razonable», para registrar los ajustes de valor por encima del precio de adquisición en algunos elementos patrimoniales, tales como ciertos instrumentos financieros.
- El nuevo plan obliga, a diferencia del de 1990, a registrar los gastos financieros incurridos en la adquisición de activos hasta la fecha de entrada en funcionamiento como mayor valor del activo.
- Se crea en el activo corriente un subgrupo correspondiente a aquellos elementos mantenidos para la venta.

## Estructura del plan

### Primera parte: Marco conceptual
El Marco Conceptual de la Contabilidad es el conjunto de fundamentos, principios y conceptos básicos cuyo cumplimiento conduce en un proceso lógico deductivo al reconocimiento y valoración de los elementos de las cuentas anuales. Su incorporación al Plan General de Contabilidad y, en consecuencia, la atribución al mismo de la categoría de norma jurídica, tiene como objetivo garantizar el rigor y coherencia del posterior proceso de elaboración de las normas de registro y valoración, así como de la posterior interpretación e integración del Derecho Contable.

#### Principios contables
Los principios contables o Principios de Contabilidad Generalmente Aceptados (PCGA) son normas contables emitidas por instituciones con autoridad reconocida, derivadas de la práctica más frecuente y, por tanto, más recomendables. Son reglas extraídas de la propia práctica, avaladas por su habitualidad, respaldadas por un organismo solvente, amplio grado de difusión y orientadas hacia el cumplimiento de un objetivo contable concreto.
Tienen como objetivo fundamental guiar a los profesionales de la contabilidad en el proceso de elaboración de la información financiera e interpretación de los hechos contables objeto de registro, suponiendo, al menos desde un punto de vista teórico, una guía para la interpretación y solución del registro de los hechos contables.
Si acudimos al ámbito del PGC se establece claramente que se consideran principios y normas de contabilidad generalmente aceptados los establecidos en:
- a) El Código de comercio y la restante legislación mercantil
- b) El PGC y sus adaptaciones sectoriales
- c) Las normas de desarrollo que, en materia contable, establezca en su caso el Instituto de Contabilidad y Auditoría de Cuentas (ICAC).
- d) La demás legislación que sea específicamente aplicable.

Este esquema deja abierto el uso de criterios o normas de contabilidad del ámbito comunitario, de manera directa, a través de reglamentos comunitarios, o de manera indirecta, previa adaptación de la normativa nacional. Más en concreto, nuestro Derecho mercantil (PGC) establece que la aplicación de los principios contables incluidos en el mismo deben conducir a que las cuentas anuales, formuladas con claridad, expresen la imagen fiel del patrimonio, de la situación financiera y de los resultados de la empresa. 
Además debemos considerar que:
1. Cuando la aplicación de los principios contables establecidos en esta norma no sean suficientes para que las cuentas anuales expresen la imagen fiel, deberá suministrarse en la Memoria las explicaciones necesarias sobre principios contables aplicados adicionales.
2. En aquellos casos excepcionales en los que la aplicación de un principio contable o de cualquiera otras normas sean incompatibles con la imagen fiel que deben mostrar las cuentas anuales se considerará improcedente dicha aplicación.
3. En los casos de conflicto entre principios contables obligatorios deberá prevalecer el que mejor conduzca a que las cuentas anuales expresen la imagen fiel del patrimonio, de la situación financiera y de los resultados de la empresa.

La contabilidad de la empresa y, en especial, el registro y la valoración de los elementos de las cuentas anuales, se desarrollarán aplicando obligatoriamente los principios
contables que se indican a continuación:
- Principio de empresa en funcionamiento. Se considerará que la gestión de la empresa tiene prácticamente una duración ilimitada. En consecuencia, la aplicación de los principios contables no irá encaminada a determinar el valor del patrimonio a efectos de su enajenación global o parcial ni el importe resultante en caso de liquidación.
- Principio de devengo. La imputación de ingresos y gastos deberá hacerse en función de la corriente real de bienes y servicios que los mismos representan con independencia del momento en que se produzca la corriente monetaria o financiera derivado de ellos.
- Principio de uniformidad. Adoptado un criterio en la aplicación de los principios contables dentro de las alternativas que, en su caso, estos permitan, deberá mantenerse a lo largo del tiempo y aplicarse a todos los elementos patrimoniales que tengan las mismas características, en tanto no se alteren los supuestos que motivaron la elección de dicho criterio. De alterarse los supuestos, podrá modificarse el criterio adoptado en su día; pero en tal caso, estas circunstancias se harán constar en la Memoria, indicando su incidencia cuantitativa y cualitativa de la variación sobre las cuentas anuales.
- Principio de prudencia. Se deberá ser prudente en las estimaciones y valoraciones a realizar en condiciones de incertidumbre. La prudencia no justifica que la valoración de los elementos patrimoniales no responda a la imagen fiel que deben reflejar las cuentas anuales. Asimismo únicamente se contabilizarán los beneficios obtenidos hasta la fecha de cierre del ejercicio. Por el contrario, se deberán tener en cuenta todos los riesgos, con origen en el ejercicio o en otro anterior, tan pronto sean conocidos, incluso si sólo se conocieran entre la fecha de cierre de las cuentas anuales y la fecha en que éstas se formulen. En tales casos se dará cumplida información en la memoria, sin perjuicio de su reflejo, cuando se haya generado un pasivo y un gasto, en otros documentos integrantes de las cuentas anuales. Excepcionalmente, si los riesgos se conocieran entre la formulación y antes de la aprobación de las cuentas anuales y afectaran de forma muy significativa a la imagen fiel, las cuentas anuales deberán ser reformuladas. Deberán tenerse en cuenta las amortizaciones y correcciones de valor por deterioro de los activos, tanto si el ejercicio se salda con beneficio como con pérdida.
- Principio de no compensación. No podrán compensarse las partidas del activo y del pasivo del balance, ni las de gastos e ingresos que integran la cuenta de pérdidas y ganancias, establecidos en los modelos de las cuentas anuales, salvo que una norma lo regule de forma expresa. Se valorarán separadamente los elementos integrantes de las cuentas anuales.
- Principio de importancia relativa. Podrá admitirse que no se apliquen estrictamente algunos de los principios contables siempre y cuando la importancia relativa en términos cuantitativos de la variación que tal hecho produzca sea escasamente significativa y, en consecuencia, no altere las cuentas anuales como expresión de la imagen fiel.

En caso de conflicto entre distintos principios deberá prevalecer aquel que conduzca a que las cuentas anuales expresen mejor la imagen fiel.

#### Criterios de valoración
Criterios valorativos usados en el plan:
1. Coste histórico o coste: es su precio de adquisición o coste de producción.
2. Valor razonable: importe por el que puede ser intercambiado un activo o liquidado un pasivo entre partes interesadas y debidamente informadas. Con carácter general, el valor razonable será el valor de mercado.
3. Valor neto realizable: importe que la empresa puede obtener por su enajenación en el mercado, deduciendo los costes estimados necesarios para llevarla a cabo.
4. Valor actual: es igual a los flujos de efectivo a recibir o pagar en el curso normal del negocio, actualizados a un tipo de descuento adecuado.
5. Valor en uso: es el valor actual de los flujos de efectivo futuros esperados a través de su utilización en el curso normal del negocio.
6. Coste de venta: costes incrementales directamente atribuibles a la venta de un activo en los que no se habría incurrido de no haber tomado la decisión de venta.
7. Coste amortizado: para los instrumentos financieros (activos y pasivos financieros) es el importe al que inicialmente fue valorado el activo o pasivo financiero, menos los reembolsos de principal que se hubieran producido y más o menos la parte imputada en la cuenta de pérdidas y ganancias.
8. Costes de transacción atribuibles a un activo o pasivo financiero: costes atribuibles a la compra o emisión o enajenación de un activo o pasivo financiero.
9. Valor contable o en libros: valor por el que figura en el balance.
10. Valor residual: valor que se espera recuperar de un bien al final de su vida útil.

El principio de prudencia implica una valoración conservadora de los activos. Desde Luca Pacioli (1446–1517) esto se ha concretado en escoger la más baja de dos valoraciones:
- Precio de adquisición/histórico o
- Valor de mercado.

Esto ayuda a cumplir con el objetivo básico de conservación del capital. Sin embargo desde las NIC/IFRS 2003 esta práctica se ha visto atacada por el concepto de valor razonable (fair value) y se ha impuesto la valoración a precio de mercado (mark-to-market). El resultado en algunos casos (por ejemplo en el mercado inmobiliario) es que en vez de la tradicional valoración constante o escalonada a la baja, la valoración de activos se ha estado comportando de forma escalonada creciente, especialmente porque se han relajado/flexibilizado las normas de valoración justo cuando los activos han empezado a caer.

### Segunda parte: Normas de registro y valoración
Las normas de registro y valoración desarrollan los principios contables y otras disposiciones contenidas en el Marco conceptual. Incluye criterios y reglas aplicables a distintas transacciones o hechos económicos. Son de aplicación obligatoria.
Los cambios introducidos en estos criterios responden a una doble motivación: armonizar la norma española con los criterios contenidos en las Normas internacionales de contabilidad NIC-NIIF, adoptadas mediante Reglamentos de la Unión Europea y en segundo lugar agrupar en el Plan general de Contabilidad los criterios que desde 1990 se han introducido en las sucesivas adaptaciones sectoriales con la finalidad de mejorar la sistemática de la misma. Se establecen veintitrés normas de valoración, dedicadas a los siguientes elementos:
1. Desarrollo del marco conceptual de la contabilidad contable
2. Inmovilizado material
3. Normas particulares sobre inmovilizado material
4. Inversiones inmobiliarias
5. Inmovilizado intangible
6. Normas particulares sobre el inmovilizado intangible
7. Activos no corrientes y grupos enajenables de elementos, mantenidos para la venta
8. Arrendamientos y otras operaciones de naturaleza similar
9. Instrumentos financieros. Se diferencia entre activos y pasivos financieros.
  1. Activos financieros. Se clasifican en alguna de las siguientes categorías:
    1. Préstamos y partidas a cobrar.
    2. Inversiones mantenidas hasta el vencimiento.
    3. Activos financieros mantenidos para negociar.
    4. Otros activos financieros a valor razonable con cambios en la cuenta de pérdidas y ganancias.
    5. Inversiones en el patrimonio de empresas del grupo, multigrupo y asociadas.
    6. Activos financieros disponibles para la venta.

  2. Pasivos financieros.
10. Existencias
11. Moneda extranjera
12. Impuesto sobre el Valor Añadido (IVA), Impuesto General Indirecto Canario (IGIC) y otros impuestos indirectos
13. Impuestos sobre beneficios
14. Ingresos por ventas y prestación de servicios
15. Provisiones y contingencias
16. Pasivos por retribuciones a largo plazo al personal
17. Transacciones con pagos basados en instrumentos de patrimonio
18. Subvenciones, donaciones y legados recibidos
19. Combinaciones de negocios
20. Negocios conjuntos
21. Operaciones entre empresas del grupo
22. Cambios en criterios contables, errores y estimaciones contables
23. Hechos posteriores al cierre del ejercicio

### Tercera parte: Cuentas anuales
La tercera parte del plan recoge las normas de elaboración de las cuentas anuales y los modelos de los documentos que conforman las mismas, incluido el contenido de la memoria.
Las cuentas anuales están compuestas por los siguientes elementos:
- Cuenta de pérdidas y ganancias o estado de resultados
- Balance
- Memoria
- Estado de cambios en el patrimonio neto
- Estado de flujo de efectivo

Estos documentos forman una unidad y deben ser redactados según lo dispuesto en el Código de Comercio, el TRLSA (Texto Refundido de la Ley de Sociedades Anónimas), la Ley de Sociedades de Responsabilidad Limitada y en el propio Plan General de Contabilidad.

### Cuarta parte: Cuadro de cuentas
Constituye la cuarta parte del plan y no tiene carácter obligatorio para las empresas. Contiene los grupos, subgrupos y cuentas necesarios, codificados en forma decimal y con un título expresivo de su contenido.
El PGC divide las cuentas en 9 grupos. Los 5 primeros son de cuentas patrimoniales y los 4 últimos cuentas de gestión:

#### Grupo 1 - Financiación Básica
- Capital
  - Capital social
  - Fondo social
  - Capital
  - Socios por desembolsos no exigidos...
    - Socios por desembolsos no exigidos, capital social
    - Socios por desembolsos no exigidos, capital pendiente de inscripción

  - Socios por aportaciones no dinerarias pendientes...
    - Socios por aportaciones no dinerarias pendientes, capital social

#### Grupo 2 - Inmovilizado (Activo no corriente)
- Inmovilizaciones intangibles
  - 200. Gastos de investigación
  - 201. Desarrollo
  - 202. Concesiones administrativas
  - 203. Propiedad industrial
  - 204. Fondo de comercio
  - 205. Derechos de traspaso
  - 206. Aplicaciones informáticas
  - 209. Anticipos para inmovilizaciones intangibles
- Inmovilizaciones materiales
  - Terrenos y bienes naturales
  - Construcciones
  - Instalaciones técnicas
  - Maquinaria
  - Utillaje
  - Otras instalaciones
  - Mobiliario
  - Equipos para procesos de información
  - Elementos de transporte
  - Otro inmovilizado material

#### Grupo 3 - Existencias
- Comerciales
  - Comerciales
- Materias primas
  - Materias Primas
- Otros aprovisionamientos
  - Elementos y conjuntos incorporables
  - Combustibles
  - Repuestos
  - Materiales diversos

#### Grupo 4 - Acreedores y deudores por operaciones comerciales
- 40. PROVEEDORES
  - 400. Proveedores
  - 401. Proveedores, efectos comerciales a pagar
  - 403. Proveedores, empresas del grupo
  - 404. Proveedores, empresas asociadas
  - 405. Proveedores, otras partes vinculadas
  - 406. Envases y embalajes a devolver a proveedores
  - 407. Anticipos a proveedores
- 41. ACREEDORES VARIOS
  - 410. Acreedores por prestaciones de servicios
    - 4100. Acreedores por prestaciones de servicios (euros)
    - 4104. Acreedores por prestaciones de servicios, (moneda extranjera)
    - 4109. Acreedores por prestaciones de servicios, facturas pendientes de recibir o de formalizar

  - 411. Acreedores, efectos comerciales a pagar
  - 419. Acreedores por operaciones en común
- 43. CLIENTES
  - 430. Clientes
    - 4300. Clientes (euros)
    - 4304. Clientes (moneda extranjera)
    - 4309. Clientes, facturas pendientes de formalizar

  - 431. Clientes, efectos comerciales a cobrar
    - 4310. Efectos comerciales en cartera
    - 4311. Efectos comerciales descontados
    - 4312. Efectos comerciales en gestión de cobro
    - 4315. Efectos comerciales impagados

  - 432. Clientes, operaciones de «factoring»
  - 433. Clientes, empresas del grupo
    - 4330. Clientes empresas del grupo (euros)
    - 4331. Efectos comerciales a cobrar, empresas del grupo
    - 4332. Clientes empresas del grupo, operaciones de «factoring»
    - 4334. Clientes empresas del grupo (moneda extranjera)
    - 4336. Clientes empresas del grupo de dudoso cobro
    - 4337. Envases y embalajes a devolver a clientes, empresas del grupo
    - 4339. Clientes empresas del grupo, facturas pendientes de formalizar

  - 434. Clientes, empresas asociadas
  - 435. Clientes, otras partes vinculadas
  - 436. Clientes de dudoso cobro
  - 437. Envases y embalajes a devolver por clientes
  - 438. Anticipos de clientes
- 44. DEUDORES VARIOS
  - 440. Deudores
    - 4400. Deudores (euros)
    - 4404. Deudores (moneda extranjera)
    - 4409. Deudores, facturas pendientes de formalizar

  - 441. Deudores, efectos comerciales a cobrar
    - 4410. Deudores, efectos comerciales en cartera
    - 4411. Deudores, efectos comerciales descontados
    - 4412. Deudores, efectos comerciales en gestión de cobro
    - 4415. Deudores, efectos comerciales impagados

  - 446. Deudores de dudoso cobro
  - 449. Deudores por operaciones en común
- 46. PERSONAL
  - 460. Anticipos de remuneraciones
  - 465. Remuneraciones pendientes de pago
  - 466. Remuneraciones mediante sistemas de aportación definida pendientes de pago
- 47. ADMINISTRACIONES PÚBLICAS
  - 470. Hacienda Pública, deudora por diversos conceptos
    - 4700. Hacienda Pública, deudora por IVA
    - 4708. Hacienda Pública, deudora por subvenciones concedidas
    - 4709. Hacienda Pública, deudora por devolución de impuestos

  - 471. Organismos de la Seguridad Social, deudores
  - 472. Hacienda Pública, IVA soportado
  - 473. Hacienda Pública, retenciones y pagos a cuenta
  - 474. Activos por impuesto diferido
    - 4740. Activos por diferencias temporarias deducibles
    - 4742. Derechos por deducciones y bonificaciones pendientes de aplicar
    - 4745. Crédito por pérdidas a compensar del ejercicio

  - 475. Hacienda Pública, acreedora por conceptos fiscales
    - 4750. Hacienda Pública, acreedora por IVA
    - 4751. Hacienda Pública, acreedora por retenciones practicadas
    - 4752. Hacienda Pública, acreedora por impuesto sobre sociedades
    - 4758. Hacienda Pública, acreedora por subvenciones a reintegrar

  - 476. Organismos de la Seguridad Social, acreedores
  - 477. Hacienda Pública, IVA repercutido
  - 479. Pasivos por diferencias temporarias imponibles
- 48. AJUSTES POR PERIODIFICACIÓN
  - 480. Gastos anticipados
  - 485	Ingresos anticipados
- 49. DETERIORO DE VALOR DE CRÉDITOS COMERCIALES Y PROVISIONES A CORTO PLAZO
  - 490. Deterioro de valor de créditos por operaciones comerciales
  - 493. Deterioro de valor de créditos por operaciones comerciales con partes vinculadas
    - 4933. Deterioro de valor de créditos por operaciones comerciales con empresas del grupo
    - 4934. Deterioro de valor de créditos por operaciones comerciales con empresas asociadas
    - 4935. Deterioro de valor de créditos por operaciones comerciales con otras partes vinculadas

  - 499. Provisiones por operaciones comerciales
    - 4994. Provisión por contratos onerosos
    - 4999. Provisión para otras operaciones comerciales

#### Grupo 5 - Cuentas financieras
- 50. Empréstitos, deudas con características especiales y otras emisiones análogas a corto plazo
  - 500. Obligaciones y bonos a corto plazo
  - 501. Obligaciones y bonos convertibles a corto plazo
  - 502. Acciones o participaciones a corto plazo consideradas como pasivos financieros
  - 505. Deudas representadas en otros valores ne gociables a corto plazo
  - 506. Intereses a corto plazo de empréstitos y otras emisiones análogas
  - 507. Dividendos de acciones o participaciones consideradas como pasivos financieros
  - 509. Valores negociables amortizados
- 51. Deudas a corto plazo con partes vinculadas
  - 510. Deudas a corto plazo con entidades de crédito vinculadas
    - 5103. Deudas a corto plazo con entidades de crédito, empresas del grupo
    - 5104. Deudas a corto plazo con entidades de crédito, empresas asociadas
    - 5105. Deudas a corto plazo con otras entidades de crédito vinculadas

  - 511. Proveedores de inmovilizado a corto plazo, partes vinculadas
    - 5113. Proveedores de inmovilizado a corto plazo, empresas del grupo
    - 5114. Proveedores de inmovilizado a corto plazo, empresas asociadas
    - 5115. Proveedores de inmovilizado a corto plazo, otras partes vinculadas

  - 512. Acreedores por arrendamiento financiero a corto plazo, partes vinculadas
    - 5123. Acreedores por arrendamiento financiero a corto plazo, empresas del grupo
    - 5124. Acreedores por arrendamiento financiero a corto plazo, empresas asociadas
    - 5125. Acreedores por arrendamiento financiero a corto plazo, otras partes vinculadas

  - 513. Otras deudas a corto plazo con partes vinculadas
    - 5133. Otras deudas a corto plazo con empresas del grupo
    - 5134. Otras deudas a corto plazo con empresas asociadas
    - 5135. Otras deudas a corto plazo con otras partes vinculadas

  - 514. Intereses a corto plazo de deudas con partes vinculadas
    - 5143. Intereses a corto plazo de deudas, empresas del grupo
    - 5144. Intereses a corto plazo de deudas, empresas asociadas
    - 5145. Intereses a corto plazo de deudas, otras partes vinculadas
- 52. Deudas a corto plazo por préstamos recibidos y otros conceptos
  - 520. Deudas a corto plazo con entidades de crédito
    - 5200. Préstamos a corto plazo de entidades de cré dito
    - 5201. Deudas a corto plazo por crédito dispuesto
    - 5208. Deudas por efectos descontados
    - 5209. Deudas por operaciones de "factoring"

  - 521. Deudas a corto plazo
  - 522. Deudas a corto plazo transformables en subvenciones, donaciones y legados
  - 523. Proveedores de inmovilizado a corto plazo
  - 524. Acreedores por arrendamiento financiero a corto plazo
  - 525. Efectos a pagar a corto plazo
  - 526. Dividendo activo a pagar
  - 527. Intereses a corto plazo de deudas con entidades de crédito
  - 528. Intereses a corto plazo de deudas
  - 529. Provisiones a corto plazo
    - 5290. Provisión a corto plazo por retribuciones al personal
    - 5291. Provisión a corto plazo para impuestos
    - 5292. Provisión a corto plazo para otras responsabilidades
    - 5293. Provisión a corto plazo por desmantelamiento, retiro o rehabilitación del inmovilizado
    - 5295. Provisión a corto plazo para actuaciones medioambientales
    - 5296. Provisión a corto plazo para reestructuraciones
    - 5297. Provisión a corto plazo por transacciones con pagos basados en instrumentos de patrimonio
- 53. Inversiones financieras a corto plazo en partes vinculadas
  - 530. Participaciones a corto plazo en partes vinculadas
    - 5303. Participaciones a corto plazo en empresas del grupo
    - 5304. Participaciones a corto plazo en empresas asociadas
    - 5305. Participaciones a corto plazo en otras partes vinculadas

  - 531. Valores representativos de deuda a corto plazo de partes vinculadas
    - 5313. Valores representativos de deuda a corto plazo de empresas del grupo
    - 5314. Valores representativos de deuda a corto plazo de empresas asociadas
    - 5315. Valores representativos de deuda a corto plazo de otras partes vinculadas

  - 532. Créditos a corto plazo a partes vinculadas
    - 5323. Créditos a corto plazo a empresas del grupo
    - 5324. Créditos a corto plazo a empresas asociadas
    - 5325. Créditos a corto plazo a otras partes vinculadas

  - 533. Intereses a corto plazo de valores representativos de deuda de partes vinculadas
    - 5333. Intereses a corto plazo de valores representativos de deuda de empresas del grupo
    - 5334. Intereses a corto plazo de valores representativos de deuda de empresas asociadas
    - 5335. Intereses a corto plazo de valores representativos de deuda de otras partes vinculadas

  - 534. Intereses a corto plazo de créditos a partes vinculadas
    - 5343. Intereses a corto plazo de créditos a empresas del grupo
    - 5344. Intereses a corto plazo de créditos a empresas asociadas
    - 5345. Intereses a corto plazo de créditos a otras partes vinculadas

  - 535. Dividendo a cobrar de inversiones financieras en partes vinculadas
    - 5353. Dividendo a cobrar de empresas del grupo
    - 5354. Dividendo a cobrar de empresas asociadas
    - 5355. Dividendo a cobrar de otras partes vinculadas

  - 539. Desembolsos pendientes sobre participaciones a corto plazo en partes vinculadas
    - 5393. Desembolsos pendientes sobre participaciones a corto plazo en em presas del grupo
    - 5394. Desembolsos pendientes sobre participaciones a corto plazo en empresas asociadas
    - 5395. Desembolsos pendientes sobre participaciones a corto plazo en otras partes vinculadas
- 54. Otras inversiones financieras a corto plazo
  - 540. Inversiones financieras a corto plazo en instrumentos de patrimonio
  - 541. Valores representativos de deuda a corto plazo
  - 542. Créditos a corto plazo
  - 543. Créditos a corto plazo por enajenación de in movilizado
  - 544. Créditos a corto plazo al personal
  - 545. Dividendo a cobrar
  - 546. Intereses a corto plazo de valores representativos de deuda
  - 547. Intereses a corto plazo de créditos
  - 548. Imposiciones a corto plazo
  - 549. Desembolsos pendientes sobre instrumentos de patrimonio a corto plazo
- 55. Otras cuentas no bancarias
  - 550. Titular de la explotación
  - 551. Cuenta corriente con socios y ad minis tradores
  - 552. Cuenta corriente con otras personas y entidades vinculadas
    - 5523. Cuenta corriente con empresas del grupo
    - 5524. Cuenta corriente con empresas asociadas
    - 5525. Cuenta corriente con otras partes vinculadas
- 56. Fianzas y depósitos recibidos y cons tituidos a cor to plazo y ajustes por periodificación
  - 560. Fianzas recibidas a corto plazo
  - 561. Depósitos recibidos a corto plazo
  - 565. Fianzas constituidas a corto plazo
  - 566. Depósitos constituidos a corto plazo
  - 567. Intereses pagados por anticipado
  - 568. Intereses cobrados por anticipado
  - 569. Garantías financieras a corto plazo
- 57. Tesorería
  - 570. Caja, euros
  - 571. Caja, moneda extranjera
  - 572. Bancos e instituciones de crédito c/c vis ta, euros
  - 573. Bancos e instituciones de crédito c/c vis ta, moneda extranjera
  - 574. Bancos e instituciones de crédito, cuentas de ahorro, euros
  - 575. Bancos e instituciones de crédito, cuentas de ahorro, moneda extranjera
  - 576. Inversiones a corto plazo de gran liquidez
- 58. Activos no corrientes mantenidos para la venta y activos y pasivos asociados
  - 580. Inmovilizado
  - 581. Inversiones con personas y entidades vinculadas
  - 582. Inversiones financieras
  - 583. Existencias, deudores comerciales y otras cuentas a cobrar
  - 584. Otros activos
  - 585. Provisiones
  - 586. Deudas con características especiales
  - 587. Deudas con personas y entidades vinculadas
  - 588. Acreedores comerciales y otras cuentas a pagar
  - 589. Otros pasivos
- 59. Deterioro del valor de inversiones financieras a corto plazo y de activos no corrientes mantenidos para la venta
  - 593. Deterioro de valor de participaciones a corto plazo en partes vinculadas
    - 5933. Deterioro de valor de participaciones a corto plazo en empresas del grupo
    - 5934. Deterioro de valor de participaciones a corto plazo en empresas asociadas

  - 594. Deterioro de valor de valores representativos de deuda a corto plazo de partes vinculadas
    - 5943. Deterioro de valor de valores representativos de deuda a corto plazo de empresas del grupo
    - 5944. Deterioro de valor de valores representativos de deuda a corto plazo de empresas asociadas
    - 5945. Deterioro de valor de valores representativos de deuda a corto plazo de otras partes vinculadas

  - 595. Deterioro de valor de créditos a corto plazo a partes vinculadas
    - 5953. Deterioro de valor de créditos a corto plazo a empresas del grupo
    - 5954. Deterioro de valor de créditos a corto plazo a empresas asociadas
    - 5955. Deterioro de valor de créditos a corto plazo a otras partes vinculadas

  - 597. Deterioro de valor de valores representativos de deuda a corto plazo
  - 598. Deterioro de valor de créditos a corto plazo
  - 599. Deterioro de valor de activos no corrientes mantenidos para la venta

#### Grupo 6 - Compras y gastos
- 60. Compras
  - 600. Compras de mercaderías
  - 601. Compras de materias primas
  - 602. Compras de otros aprovisionamientos
  - 606. Descuentos sobre compras por pronto pago
  - 607. Trabajos realizados por otras empresas
  - 608. Devoluciones de compras y operaciones simila res
  - 609. «Rappels» por compras
- 61. Variación de existencias
  - 610. Variación de existencias de mercaderías
  - 611. Variación de existencias de materias primas
  - 612. Variación de existencias de otros aprovisionamientos
- 62. Servicios exteriores
  - 620. Gastos en investigación y desarrollo del ejercicio
  - 621. Arrendamientos y cánones
  - 622. Reparaciones y conservación
  - 623. Servicios de profesionales independientes
  - 624. Transportes
  - 625. Primas de seguros
  - 626. Servicios bancarios y similares
  - 627. Publicidad, propaganda y relaciones públicas
  - 628. Suministros
  - 629. Otros servicios
- 63. Tributos
  - 630. Impuesto sobre beneficios
    - 6300. Impuesto corriente
    - 6301. Impuesto diferido

  - 631. Otros tributos
  - 633. Ajustes negativos en la imposición sobre be neficios
  - 634. Ajustes negativos en la imposición indirecta
    - 6341. Ajustes negativos en IVA de activo corriente
    - 6342. Ajustes negativos en IVA de inversiones

  - 636. Devolución de impuestos
  - 638. Ajustes positivos en la imposición sobre be neficios
  - 639. Ajustes positivos en la imposición indirecta
    - 6391. Ajustes positivos en IVA de activo corriente
    - 6392. Ajustes positivos en IVA de inversiones
- 64. Gastos de personal
  - 640. Sueldos y salarios
  - 641. Indemnizaciones
  - 642. Seguridad Social a cargo de la empresa
  - 643. Retribuciones a largo plazo mediante sistemas de aportación definida
  - 644. Retribuciones a largo plazo mediante sistemas de prestación definida
    - 6440. Contribuciones anuales
    - 6442. Otros costes

  - 645. Retribuciones al personal mediante instrumentos de patrimonio
    - 6450. Retribuciones al personal liquidadas con instrumentos de patrimonio
    - 6457. Retribuciones al personal liquidadas en efectivo basado en instrumentos de patrimonio

  - 649. Otros gastos sociales
- 65. Otros gastos de gestión
  - 650. Pérdidas de créditos comerciales incobrables
  - 651. Resultados de operaciones en común
    - 6510. Beneficio transferido (gestor)
    - 6511. Pérdida soportada (partícipe o asociado no gestor)

  - 659. Otras pérdidas en gestión corriente
- 66. Gastos financieros
  - 660. Gastos financieros por actualización de provisiones
  - 661. Intereses de obligaciones y bonos
  - 662. Intereses de deudas
  - 663. Pérdidas por valoración de instrumentos financieros por su valor razonable
    - 6630. Pérdidas de cartera de negociación
    - 6631. Pérdidas de designados por la em pre sa
    - 6632. Pérdidas de disponibles para la venta
    - 6633. Pérdidas de instrumentos de cobertura

  - 664. Dividendo de acciones o participaciones consideradas como pasivos financieros
  - 665. Intereses por descuento de efectos y operaciones de «factoring»
  - 666. Pérdidas en participaciones y valores representativos de deuda
  - 667. Pérdidas de créditos no comerciales
  - 668. Diferencias negativas de cambio
  - 669. Otros gastos financieros
- 67. Pérdidas procedentes de activos no corrientes y gastos excepcionales
  - 670. Pérdidas procedentes del inmovilizado intangible
  - 671. Pérdidas procedentes del inmovilizado mate rial
  - 672. Pérdidas procedentes de las inversiones inmobiliarias
  - 673. Pérdidas procedentes de participaciones a largo plazo en partes vinculadas
    - 6733. Pérdidas procedentes de participaciones a largo plazoparticipaciones a largo plazo, empresas del grupo
    - 6734. Pérdidas procedentes de participaciones a largo plazo, empresas asociadas
    - 6735. Pérdidas procedentes de participaciones a largo plazo, otras partes vinculadas

  - 675. Pérdidas por operaciones con obligaciones propias
  - 678. Gastos excepcionales
- 68. Dotaciones para amortizaciones
  - 680. Amortización del inmovilizado intangible
  - 681. Amortización del inmovilizado material
  - 682. Amortización de las inversiones inmobiliarias
- 69. Pérdidas por deterioro y otras dotaciones
  - 690. Pérdidas por deterioro del inmovilizado intangible
  - 691. Pérdidas por deterioro del inmovilizado material
  - 692. Pérdidas por deterioro de las inversiones inmobiliarias
  - 693. Pérdidas por deterioro de existencias
  - 694. Pérdidas por deterioro de créditos por operaciones comerciales
  - 695. Dotación a la provisión por operaciones comerciales
    - 6954. Dotación a la provisión por contratos onerosos
    - 6959. Dotación a la provisión para otras operaciones comerciales

  - 696. Pérdidas por deterioro de participaciones y valores representativos de deuda a largo plazo
  - 697. Pérdidas por deterioro de créditos a largo plazo
  - 698. Pérdidas por deterioro de participaciones y valores representativos de deuda a corto plazo
  - 699. Pérdidas por deterioro de créditos a corto plazo

#### Grupo 7 - Ventas e ingresos
- 70. Ventas de mercaderías, de producción , de servicios, etc
  - 700. Ventas de mercaderías
  - 701. Ventas de productos terminados
  - 702. Ventas de productos semiterminados
  - 703. Ventas de subproductos y residuos
  - 704. Ventas de envases y embalajes
  - 705. Prestaciones de servicios
  - 706. Descuentos sobre ventas por pronto pago
  - 708. Devoluciones de ventas y operaciones similares
  - 709. "Rappels" sobre ventas
- 71. Variación de existencias
  - 710. Variación de existencias de productos en cur so
  - 711. Variación de existencias de productos semiterminados
  - 712. Variación de existencias de productos terminados
  - 713. Variación de existencias de subproductos, residuos y materiales recuperados
- 73. Trabajos realizados para la empresa
  - 730. Trabajos realizados para el inmovilizado intangible
  - 731. Trabajos realizados para el inmovilizado material
  - 732. Trabajos realizados en inversiones inmobiliarias
  - 733. Trabajos realizados para el inmovilizado ma terial en curso
- 74. Subvenciones, donaciones y legados
  - 740. Subvenciones, donaciones y legados a la explotación
  - 746. Subvenciones, donaciones y legados de capital transferidos al resultado del ejercicio
  - 747. Otras subvenciones, donaciones y legados transferidos al resultado del ejercicio
- 75. Otros ingresos de gestión
  - 751. Resultados de operaciones en común
    - 7510. Pérdida transferida (gestor)
    - 7511. Beneficio atribuido (partícipe o asociado no gestor)

  - 752. Ingresos por arrendamientos
  - 753. Ingresos de propiedad industrial cedida en explotación
  - 754. Ingresos por comisiones
  - 755. Ingresos por servicios al personal
  - 759. Ingresos por servicios diversos
- 76. Ingresos financieros
  - 760. Ingresos de participaciones en instrumentos de patrimonio
  - 761. Ingresos de valores representativos de deuda
  - 762. Ingresos de créditos
    - 7620. Ingresos de créditos a largo plazo
    - 7621. Ingresos de créditos a corto plazo

  - 763. Beneficios por valoración de instrumentos financieros por su valor razonable
    - 7630. Beneficios de cartera de negociación
    - 7631. Beneficios de designados por la empresa
    - 7632. Beneficios de disponibles para la venta
    - 7633. Beneficios de instrumentos de cobertura

  - 766. Beneficios en participaciones y valores representativos de deuda
  - 767. Ingresos de activos afectos y de derechos de reembolso relativos a retribuciones a largo plazo
  - 768. Diferencias positivas de cambio
  - 769. Otros ingresos financieros
- 77. Beneficios procedentes de activos no corrientes e ingresos excepcionales
  - 770. Beneficios procedentes del inmovilizado intangible
  - 771. Beneficios procedentes del inmovilizado material
  - 772. Beneficios procedentes de las inversiones inmobiliarias
  - 773. Beneficios procedentes de participaciones a largo plazo en partes vinculadas
    - 7733. Beneficios procedentes de participaciones a largo plazo, empresas del grupo
    - 7734. Beneficios procedentes de participaciones a largo plazo, empresas asociadas
    - 7735. Beneficios procedentes de participaciones a largo plazo, otras partes vinculadas

  - 774. Diferencia negativa en combinaciones de negocios
  - 775. Beneficios por operaciones con obligaciones propias
  - 778. Ingresos excepcionales
- 79. Excesos y aplicaciones de provisiones y de pérdidas por deterioro
  - 790. Reversión del deterioro del inmovilizado intangible
  - 791. Reversión del deterioro del inmovilizado material
  - 792. Reversión del deterioro de las inversiones inmobiliarias
  - 793. Reversión del deterioro de existencias
  - 794. Reversión del deterioro de créditos por operaciones comerciales
  - 795. Exceso de provisiones
    - 7950. Exceso de provisión por retribuciones a largo plazo al personal
    - 7951. Exceso de provisión para impuestos
    - 7952. Exceso de provisión para otras responsabilidades
    - 7954. Exceso de provisión por operaciones comerciales
      - 79544. Exceso de provisión por contratos onerosos
      - 79549. Exceso de provisión para otras operaciones comerciales

    - 7955. Exceso de provisión para actuaciones medioambientales
    - 7956. Exceso de provisión para reestructuraciones
    - 7957. Exceso de provisión por transacciones con pagos basados en instrumentos de patrimonio

  - 796. Reversión del deterioro de participaciones y valores representativos de deuda a largo plazo
  - 797. Reversión del deterioro de créditos a largo plazo
  - 798. Reversión del deterioro de participaciones y valores representativos de deuda a corto plazo
  - 799. Reversión del deterioro de créditos a corto plazo

#### Grupo 8 - Gastos imputados al patrimonio neto
- Gastos financieros por valoración de activos financieros
  - Pérdidas en activos financieros disponibles para la venta
  - Transferencia de beneficios en activos financieros disponibles para la venta
- Gastos en operaciones de cobertura
  - Pérdidas por coberturas de flujos de efectivo
  - Pérdidas por coberturas de inversiones netas en un negocio en el extranjero
  - Transferencia de beneficios por coberturas de flujos de efectivo
  - Transferencia de beneficios por coberturas de inversiones netas en un negocio en el extranjero
- Gastos por diferencias en conversión

#### Grupo 9 - Ingresos imputados al patrimonio neto
- Ingresos financieros por valoración de activos financieros
  - Beneficios en activos financieros disponibles para la venta
  - Transferencia de pérdidas de activos financieros disponibles para la venta
- Ingresos en operaciones de cobertura
  - Beneficios por coberturas de flujos de efectivo
  - Beneficios por coberturas de una inversión neta en un negocio en el extranjero
  - Transferencia de pérdidas por coberturas de flujos de efectivo
  - Transferencia de pérdidas por coberturas de una inversión neta en un negocio en el extranjero
- Ingresos por diferencias de conversión

### Quinta parte: Definiciones y relaciones contables
Representa la quinta parte del plan y tampoco tiene carácter obligatorio, incluye las definiciones de distintas partidas que se incorporarán en el balance, cuenta de pérdidas y ganancias y en el estado de cambio en el patrimonio neto, así como las de cada una de las cuentas que se recogen en dichas partidas:

## La contabilidad en las asociaciones sin ánimo de lucro
La contabilidad de las asociaciones sin ánimo de lucro se regulaba por el Real Decreto 776/1998, de 30 de abril, por el que se aprobaron las normas de adaptación del Plan General de Contabilidad a las entidades sin fines lucrativos y las normas de información presupuestaria de estas entidades. En 2012, esta normativa se actualizó mediante el Real Decreto 1491/2011, de 24 de octubre. Esta norma junto con el Plan General de Contabilidad del Real Decreto 1514/2007 se recogen en la resolución de 26 de marzo de 2013, del Instituto de Contabilidad y Auditoría de Cuentas, por la que se aprueba el Plan de Contabilidad de las entidades sin fines lucrativos.

## Enlaces
- «Real Decreto 1514/2007, de 16 de noviembre, por el que se aprueba el Plan General de Contabilidad». Boletín Oficial del Estado (278). 20 de noviembre de 2007. ISSN 0212-033X.
- Plan General de Contabilidad para Pequeñas y Medianas Empresas Archivado el 6 de marzo de 2009 en Wayback Machine.
- Cuadro de cuentas Empresas normales
- Cuadro de cuentas PYMES
- Consultas ICAC relativas al nuevo Plan General de Contabilidad Archivado el 13 de octubre de 2008 en Wayback Machine.

- Datos: Q9060382